# Helgi Abrahamsen
Helgi Abrahamsen (ur. 24 listopada 1966 w Fuglafjørður)  – farerski polityk i dziennikarz, od 2019 do 2021 roku minister handlu i przemysłu w rządzie Bárðura Nielsena. Deputowany do Løgtingu XXXIII, XXXIV i XXXVI kadencji, a tymczasowo także deputowany do duńskiego parlamentu w 2021 roku.

## Życiorys
Urodził się jako syn gospodyni domowej i stolarza, ma siostrę i dwóch braci. W młodości brał udział w zakładaniu młodzieżówki Partii Unii w Eysturoy, został następnie przewodniczącym tejże organizacji. Ukończył Duńską Szkołę Mediów i Dziennikarstwa. W maju 1999 roku rozpoczął pracę jako dziennikarz w gazecie.

### Kariera polityczna
W 1999 roku został sekretarzem Partii Unii. W wyborach parlamentarnych w 2008 roku został po raz pierwszy wybrany deputowanym do parlamentu Wysp Owczych uzyskując 280 głosów. Dołączył wówczas do Komisji Opieki Społecznej. W wyborach w 2011 roku uzyskał reelekcję na stanowisku deputowanego, uzyskał 404 głosy. Dołączył do Komisji Sądownictwa, a także Komisji Spraw Zagranicznych. Został również delegatem Wysp Owczych do Rady Nordyckiej. W wyborach w 2015 roku bezskutecznie ubiegał się o reelekcję z wynikiem 350 głosów. W 2018 roku został wiceprzewodniczącym Farerskiej Partii Unii.
W wyborach parlamentarnych w 2019 roku został ponownie wybrany deputowanym do Løgtingu, uzyskując 498 głosów. 16 września tego samego roku premier powołał go na stanowisko ministra handlu i przemysłu. 19 sierpnia 2021 roku na tym stanowisku zastąpił go Magnus Rasmussen. 7 grudnia 2021 roku został tymczasowym deputowanym do duńskiego parlamentu (zastąpił Edmunda Joensena), pełnił tę funkcję do 14 grudnia tego samego roku.

## Życie prywatne
W 1991 roku ożenił się z Oddbjørg, z domu Frederiksberg.